# انتهاك قوات الدعم السريع لحقوق الإنسان
قوات الدعم السريع هو اسم أعيد تسميته لميليشيا الجنجويد بالسودان ذات السمعة السيئة، التي سجلت ضدها عدد من الاتهامات بالضلوع في عدة جرائم ضد الإنسانية في أجزاء مختلفة من السودان مثل دارفور وجنوب كردفان والخرطوم ، وتشمل هذه الانتهاكات حرق القرى واغتصاب النساء و الاعتقال غير المشروع، إعتقال النشطاء الحقوقيين وإعادة استخدام المستشفيات والكنائس كدروع . جزء من هذه الانتهاكات ، إذا تم التحقق منه ، يمكن أن يصل إلى التطهير العرقي وجرائم الحرب.

## توثيقات حول جرائم مذبحة الخرطوم
تم رصد عدد من الجرائم للدعم السريع في أحداث فض الاعتصام السلمي بالخرطوم (مجزرة القيادة العامة) بالسودان حيث قامت قوات تابعه لقوات الدعم السريع باغتصاب عشرات النساء بحسب إفادات الضحايا.

## الانتهاكات في حرب اليمن
في ديسمبر 2018 ، كشف تقرير لصحيفة نيويورك تايمز عن تجنيد الميليشيا للأطفال وإرسالهم للقتال في خط المواجهة في حرب اليمن.

## الانتهاكات خلال نزاع السودان 2023
قوات الدعم السريع طرف في نزاع السودان في عام 2023 ، وأشارت التقارير ان افرادا تابعين للمليشيا قد ارتكبوا جرائم مثل نهب المنازل وطرد سكانها ، والعنف الجنسي ، وإعادة استخدام الكنائس والمستشفيات كدروع. وإغتصاب النساء وحرق قرى دارفور والجزيرة
تشير المواقع ان مليشيا الدعم السريع قامت بقتل أكثر من ٢٠٠ مواطن في قرية ود النورة بولاية الجزيرة جنوب الخرطوم في يوم واحد. وقامت بقتل الأطفال في ولاية سنار والخرطوم.
قامت قوات الدعم السريع بقتل جميع المواطنين من قبي*لة المساليت وحرقهم ب ولاية دارفور .

## انتهاكات أخرى
أشارت عدد من التقارير الإعلامية الي ان قوات الدعم السريع أساءت الي المهاجرين الذين يعبرون السودان في إتجاه اوروبا.
كما نشرت تقارير خاصة بمنظمة هيومن ووتش ان قوات الدعم السريع قامت بعدد من الإعتقالات الغير قانونية لافراد من ضمنهم نشطاء سياسيون.